# Крішнапітек
Крішнапітек (Krishnapithecus) — викопний вид приматів родини Пліопітекові (Pliopithecidae). Вид існував у кінці міоцену (8 млн років тому). Скам'янілі рештки знайдені на території Індії. Відомий лише по частково збереженій нижній щелепі. Вважається родичем гібонів.